# Минино (Нефедовский сельсовет, Вологодский район)
Минино — деревня в Вологодском районе Вологодской области.
Входит в состав Новленского сельского поселения (с 1 января 2006 года по 8 апреля 2009 года входила в Нефедовское сельское поселение), с точки зрения административно-территориального деления — в Нефедовский сельсовет.
Расстояние до районного центра Вологды по автодороге — 89 км, до центра муниципального образования Новленского по прямой — 17 км. Ближайшие населённые пункты — Щетинино, Селища, Дуплино, Степаново, Грозилово.
По переписи 2002 года население — 5 человек.